# Розенкранц, Вальтер
Вальтер Розенкранц (род. 29 июля 1962, Кремс-ан-дер-Донау) — австрийский юрист и политик (FPÖ). С октября 2008 года по июнь 2019 года он был членом Национального совета, а с 2017 года по май 2019 года был председателем клуба FPÖ. Он также был председателем государственной партии FPÖ Нижней Австрии с 2013 по 2019 год. 1 июля 2019 года был приведён к присяге в качестве омбудсмена федеральным президентом Александром Ван дер Белленом.

## Образование и профессия
Вальтер Розенкранц окончил начальную школу и федеральную среднюю школу в Кремсе. Между 1978 и 1980 годами Розенкранц обучался на учителя музыки в музыкальных школах Нижней Австрии. Затем он учился в Венском университете с 1980 по 1982 год (ныне Венский университет музыки и исполнительских искусств) и изучал право в Венском университете с 1980 по 1989 год (доктор права). После учёбы отслужил в армии .
В период с 1991 по 1992 год Розенкранц работал по контракту в Федеральном министерстве обороны. Затем два года работал юристом в клубе государственного парламента FPÖ в Вене, а в 1994 году стал государственным партийным секретарем FPÖ в Вене. С 1995 по 2000 год работал юристом. Вальтер Розенкранц работает адвокатом по уголовным делам с 2000 года.
Женат на Сюзанне Розенкранц, которая также является местным политиком FPÖ в Кремсе. На выборах в местные советы в Кремсе в 2017 и 2022 годах она была главным кандидатом от FPÖ.

## Политическая карьера
С 1988 по 2017 год был членом муниципального совета города Кремс-ан-дер-Донау, а в 1988 и 1989 годах также федеральным председателем Студенческой инициативы свободы. На выборах в Национальный совет 2008 года возглавил список кандидатов от FPÖ в Нижней Австрии. С тех пор Розенкранц был членом Национального совета.
9 июня 2013 года на внеочередной государственной партийной конференции FPÖ Нижней Австрии он был избран председателем государственной партии с 65 процентами голосов, сменив на этом посту Барбару Розенкранц (с которой он не состоит в родстве или браке). На 34-м На государственной партийной конференции FPÖ Нижней Австрии в июне 2018 года он был утвержден в качестве председателя государственной партии с 68,22 процента голосов делегатов. В 2015 году он был избран примерно 89 процентами.
С 2013 по 2017 год был председателем парламентского комитета по образованию, с 2017 года — председателем клуба FPÖ . 27-го мая 2019 года Норберт Хофер был избран председателем клуба и председателем исполнительного клуба Герберта Кикла ; Вальтер Розенкранц был выдвинут кандидатом от FPÖ на должность омбудсмена. 6 июня 2019 года он был назначен преемником Петера Фихтенбауэра на посту, со сроком полномочий с 1 июля 2019 по 30 июня 2025. 13 июня 2019 года избран Национальным советом в июне 2019 года.
Является членом немецкого национального. Венского академического братства Libertas. Розенкранц также является членом добровольной пожарной команды Кремса с 2003 года, где он работает юристом пожарной команды.
12 июля 2022 года Розенкранц был выдвинут FPÖ кандидатом на президентских выборах в Австрии в 2022 году. 30 августа 2022 года он подал в избирательные органы 18 500 заявлений о поддержке, при необходимых для выдвижения кандидатуры 6 000.

## Публикации
- Bildung, Familie … und was denkt sich ein frischgebackener Vater? In: Anneliese Kitzmüller (Hrsg.): Wir sind Familie! Der freiheitliche Weg zur familienfreundlichsten Gesellschaft. Verein zur Förderung der Medienvielfalt, Wien 2011, ISBN 978-3-9502849-4-2, S. 83-89.